# Bofjärd
Bofjärd är en vik i södra Hummersölandet i Föglö kommun på Åland.
Bofjärd skär in i Hummersölandet från söder. Ön Långholm skiljer Bofjärd från Ängholms fjärden. Endast två smala sund leder in till Bofjärd mellan Långholm och Bäckö och mellan Långholm och Hummersö.